# Sairang
Sairang es una pueblo  situado en el distrito de Aizawl,  en el estado de Mizoram (India). Su población es de 5950 habitantes (2011).

## Demografía
Según el censo de 2011 la población de Sairang era de 5950 habitantes, de los cuales 2992 eran hombres y 2958 eran mujeres. Sairang tiene una tasa media de alfabetización del 97,95%, superior a la media estatal del 91,33%: la alfabetización masculina es del 98,36%, y la alfabetización femenina del 97,52%.